# Константин Васильевич (князь ростовский)
Константин Васильевич (1312—1365) — князь Ростово-Борисоглебский (1320—1365), Ростово-Усретинский (1360—1364), князь Устюжский (1364—1365).

## Биография
Родился в 1312 году. Второй сын князя Ростовского Василия Константиновича, первый князь младшей линии рода Василия Константиновича, владевшей с 1320 года Борисоглебской стороной города Ростова.
В 1328 году князь Константин был обвенчан с Марией, дочерью князя Ивана Калиты. Благодаря этому родству с сильным Московским князем он был, разумеется, сильнее всех остальных князей Ростовских, которые, однако, в XIV веке были уже очень слабы. Вместе с тем, он был вполне подчинён Московскому князю, являясь его подручником, в области которого Иван Калита распоряжался, как в своей, прислав даже в Ростов, в качестве своего наместника, боярина Василия Кочеву с помощником Миной, которые там и распоряжались, как полновластные господа. Тиуны и данщики безжалостно выколачивали с населения деньги и товары для татарского выхода. Для устрашения недовольных московские воеводы даже повесили вниз головой старейшего ростовского боярина и тысяцкого Аверкия.
В 1340 году князь Константин был послан Калитою на помощь татарскому военачальнику Товлубию, шедшему наказать за что-то Смоленских князей, и в том же году сопровождал сына Калиты, Семёна Гордого, в походе на Новгород; через 2 года, как и другие русские князья, ездил в Орду на поклон новому хану Чанибеку. В 1348 году, по приказанию князя Семёна Гордого, вместе с сыном последнего, ходил на помощь новгородцам против шведов.
В продолжение 11 лет после этого похода летописи не упоминают о нём; имя его появляется лишь в 1360 году, когда он, пользуясь происходившими в то время раздорами между Московским князем и Суздальским, выхлопотал для себя у хана ярлык на всё Ростовское княжество — значит, и на Сретенскую сторону, которою владел племянник его Андрей Фёдорович. В том же 1360 году он принимал участие в образованном в Костроме, по приказанию хана, съезде князей для решения вопроса «о разбойницех» (новгородских ушкуйниках, ограбивших и побивших в Жукотине множество татар), результатом какового совещания явилась выдача ушкуйников в руки татарских властей. В 1361 году, в числе других русских князей, он ездил в Орду для решения, по-видимому, своих домашних споров. Пребывание его в Орде совпало с «замятней», результатом которой явилось убийство хана Хидыря; не считая себя в безопасности, князья поспешили удалиться из Орды, но не все выбрались счастливо оттуда: есть известие, что татары тогда «ограбиша князей Ростовских и пустиша их нагих»; одна только Никоновская летопись говорит, что именно Ростовские князья избежали «грабления».
В 1363 году с его разрешения был основан Ростовский Борисоглебский монастырь. Получение князем Константином ханского ярлыка на всё княжество Ростовское создало между ним и племянником его Андреем Фёдоровичем «нелюбие», после чего Андрей Фёдорович должен был покинуть Ростов в 1363 году, но в следующем году пришлось покинуть Ростов и самому князю Константину и удалиться в Устюг — из-за невозможности бороться с племянником, поддержанным Московскою ратью. Через год он, вероятно, помирившись с племянником, приехал в Ростов, где через год (в 1365 году) вместе с женой скончался от моровой язвы и был погребён в Ростовском Успенском соборе.

## Семья
Был женат с 1328 года на великой княжне московской Марии (Феотинье) Ивановне (?—2 июня 1365), дочери князя Ивана Калиты.
Дети:
- Василиса Константиновна (ум. 1406, Нижний Новгород) —  вторая жена князя суздальского Дмитрия Константиновича.
- Ольга-Агафья Константиновна (ум. после 1386) — вторая жена князя волынского Любарта (Дмитрия) Гедиминовича.
- Иван Константинович (ум. 1365) — умер вместе с родителями от моровой язвы.
- Глеб Константинович (ум. 1365) —  умер вместе с родителями от моровой язвы.
- Василий Константинович (ум. 1375) —  князь Ростовский-Борисоглебский в 1365-1375 гг.
- Александр Константинович (ум. 1404) — князь Ростовский-Борисоглебский в 1375-1404 гг.
- Владимир Константинович, с 28 августа 1380 года был воеводой в правой руке в походе против Мамая. Дальнейшая судьба неизвестна.